# سيرغي شوبنكوف
سيرغي شوبنكوف (بالروسية: Шубенков, Сергей Владимирович) مواليد 4 أكتوبر 1990 في بارناول، كراي ألطاي، روسيا، هو قافز موانع روسي متخصص في 110 متر حواجز. شارك في دورة الألعاب الأولمبية. سبق أن فاز بالميدالية الذهبية في بطولة أوروبا لألعاب القوى.

## سجل المنافسة
| العام      | المسابقة                                      | المكان     | المركز     | حدث         | ملاحظة     |
| يمثل روسيا | يمثل روسيا                                    | يمثل روسيا | يمثل روسيا | يمثل روسيا  | يمثل روسيا |
| ---------- | --------------------------------------------- | ---------- | ---------- | ----------- | ---------- |
| 2009       | بطولة أوروبا لألعاب القوى للناشئين 2009       | نوفي ساد   | 2          | 110 م موانع | 13.40      |
| 2011       | بطولة أوروبا لألعاب القوى تحت 23 سنة 2011     | أوسترافا   | 1          | 110 م موانع | 13.56      |
| 2011       | بطولة العالم لألعاب القوى 2011                | دايغو      | 25         | 110 م موانع | 13.70      |
| 2012       | بطولة أوروبا لألعاب القوى 2012                | هلسنكي     | 1          | 110 م موانع | 13.16      |
| 2012       | ألعاب القوى في الألعاب الأولمبية الصيفية 2012 | لندن       | 12         | 110 م موانع | 13.41      |
| 2013       | بطولة أوروبا لألعاب القوى داخل الصالات 2013   | غوتنبرغ    | 1          | 60 م موانع  | 7.49       |
| 2013       | بطولة العالم لألعاب القوى 2013                | موسكو      | 3          | 110 م موانع | 13.24      |
| 2014       | بطولة العالم لألعاب القوى داخل الصالات 2014   | سوبوت      | 13         | 60 م موانع  | 7.66       |
| 2014       | بطولة أوروبا لألعاب القوى 2014                | زيورخ      | 1          | 110 م موانع | 13.19      |
| 2015       | بطولة العالم لألعاب القوى 2015                | بكين       | 1          | 110م حواجز  | 12.98      |

## روابط خارجية
- سيرغي شوبنكوف على موقع الاتحاد الدولي لألعاب القوى (الإنجليزية)
- سيرغي شوبنكوف على موقع الدوري الماسي (الإنجليزية)
- سيرغي شوبنكوف على موقع اللجنة الأولمبية الدولية (الإنجليزية)
- سيرغي شوبنكوف على موقع أوليمبيديا (الإنجليزية)